# Domninos z Larisy
Domninos z Larisy (gr. Δομνῖνος, Domninos, pocz. V wieku) – grecki filozof neoplatoński i matematyk z Syrii.

## Życie
O życiu Domnina wiadomo niewiele. Damascjusz mówi o nim, że pochodził z Laodycei i Larisy, miasta w Syrii. We wschodniej części Cesarstwa Rzymskiego istnieje kilka miast noszących nazwę Laodycei i Larisy, żadne jednak nie jest tak nazywane jednocześnie. Próbowano różnie rozwiązać tę trudność, proponując że być może jego ojciec pochodził z jednego z tych miast, a matka z drugiego; że jego rodzinnym miastem mogła być Larisa, a później zamieszkał w Laodycei; że Larisa była przedmieściem Laodycei, albo jej wcześniejszą nazwą. Jak dotąd informacja Damascjusza nie znalazła satysfakcjonującego wytłumaczenia.
Damascjusz opowiada również, że Domninos cierpiał na przewlekłą chorobę i często pluł krwią. Udał się więc do sanktuarium Asklepiosa i uzyskał od boga wskazówkę, by jadł dużo wieprzowiny. Posłuchał tej rady i wyzdrowiał. Bóg jednak napomniał go po wyzdrowieniu, że w celu uniknięcia nawrotu choroby powinien odtąd jeść wieprzowinę codziennie. Ponieważ syryjski zwyczaj zakazywał jedzenia tego pokarmu, nauczyciel Domnina, Plutarch z Aten prosił boga, żeby ten zmienił kurację jego uczniowi, tak by mogli ją również stosować Żydzi. Z opowiadania wyciągnięto wniosek, że Domninos był Żydem. Wyraźna wzmianka w tekście o syryjskiej, nie żydowskiej, tradycji niejedzenia wieprzowiny może jednak wskazywać na pozażydowską tradycję ascetyczną.
Z opowiadania Damascjusza wynika, że Domninos przybył do Aten i został uczniem Plutarcha. Ponieważ Plutarch umarł w 432 roku, można stąd wnioskować, że Domninos urodził się w pierwszej dekadzie V wieku. Po śmierci Plutarcha uczył się u jego następcy Syrianosa. Marinos podaje, że Domninos poróżnił się z Proklosem co do interpretacji Paltona. Domninos chciał iść za orfikami, Proklos za wyroczniami chaldejskimi . Po śmierci Syriana w 437 roku Domninos opuścił Ateny i powrócił do Laodycei. Damascjusz podaje, że dożył tam późnego wieku. Tradycja, zgodnie z którą Domninos był kierownikiem (scholarchą) szkoły ateńskiej, jest dzisiaj odrzucana.

## Prace
Z prac Domnina zachował się Podręcznik wprowadzający do matematyki (Ἐγχειρίδιον ἀριθμητικῆς εἰσαγωγῆς) i krótki traktat O stosunku wynikającym z proporcji (Πῶς ἔστι λόγον ἐκ λόγου ἀφελεῖν). Pod koniec Podręcznika Domninos zapowiada też inną swoją pracę: Elementy matematyki. Nie wiadomo jednak czy kiedykolwiek ją napisał.

## Poglądy
Domninos zwrócił się od spekulatywnej i metafizycznej orientacji szkoły ku myśleniu bardziej naukowemu. Mit o wielkim pożarze z Timajosa Platona starał się wytłumaczyć fizycznie. Również w filozofii matematyki odszedł od metafizycznego pitagoreizmu swych nauczycieli ku tradycji Euklidesa. Damascjusz ocenia Domnina jako dobrego matematyka, ale powierzchownego filozofa. Mówi też, że Proklos napisał specjalny traktat o czystej nauce Platona, w którym zarzucał Domninowi liczne błędy.
W średniowieczu i we wczesnym okresie nowożytności Podręcznik Domnina nie był znany. Po raz pierwszy został wydrukowany w Paryżu w 1832 roku przez Jean François Boissande'a.